# فابيو كانافارو
فابيو كانافارو (بالإيطالية: Fabio Cannavaro) (نابولي، 13 سبتمبر 1973) هو لاعب كرة قدم إيطالي سابق كان قائد منتخب إيطاليا الفائز بكأس العالم لكرة القدم 2006. كما لعب مع فريق أهلي دبي الإماراتي. واعتبره البعض أفضل مدافع في العالم في العقد الأخير. اتجه بعد أعتزاله الكرة للتدريب.
لعب كانافارو احترافياً أولاً لنادي نابولي بين 1992 و1995، بعد ذلك انتقل إلى نادي بارما حتى سنة 2002، ثم إلى إنتر ميلان إلى 2004، وثم في يوفنتوس حتى 2006. بعد ذلك انتقل إلى إسبانيا للعب من النادي الملكي ريال مدريد وبعد 3 سنوات مع ريال مدريد انتقل إلى إيطاليا للعب مع نادي يوفنتوس.
ولد كانافارو في مدينة نابولي وقد لعب مع نادي نابولي كناشئ في الفترة التي كانت الأفضل بالنسبة لتاريخ النادي بعد انضمام دييغو مارادونا له. شارك كانافارو لأول مرة في الدوري الإيطالي الدرجة A في 7 مارس 1993 ضد نادي يوفنتوس. عانى نادي نابولي مادياً في تلك الفترة فاضطر إلى بيع كانافارو لنادي بارما. في صيف سنة 2002 انتقل إلى نادي إنتر ميلان لقاء 32 مليون يورو. بعد عامين انضم إلى ليليان تورام وجيانلويجي بوفون مرة أخرى ولكن في نادي يوفنتوس. في 25 يوليو 2006 أصبح اللاعب رسمياً من ضمن تشكيلة ريال مدريد الإسباني، وقد حصل على الرقم 5 الخاص بزين الدين زيدان سابقاً. قاد منتخب إيطاليا لكرة القدم في نهائيات كأس العالم لكرة القدم 2006،الجدير بالذكر أنه لم يحصل على أية بطاقة صفراء أو حمراء خلال البطولة.. بعدها عاد إلى ناديه السابق اليوفنتوس بدون مقابل ويحمل الرقم 5. في 2 يونيو، أعلن أن كانافارو سوف ينتقل إلى الدوري الإماراتي لكرة القدم لجانب الأهلي دبي في صفقة انتقال حرة بعد كأس العالم لكرة القدم 2010.
عمل فابيو كانافارو في نادي الأهلي الإماراتي مساعداً للمدرب في الموسم 2013-2014 ، وانتقل في الموسم 2014–2015 لتدريب نادي غوانغجو إفرغراند الصيني ، وفي أواخر عام 2015 تعاقد معه نادي النصر السعودي ، وتمت إقالته بعد شهرين، لينتقل بعدها لتدريب أندية في الصين، وفي 2015 عين كمدرب لمنتخب الصين لكنه استقال بعد مباراتين فقط.

## مسيرته الكروية
لعب فابيو كانافارو خلال مسيرته الاحترافية مع 6 أندية في تسعة عشر موسمًا وسجل خلالها 13 هدفًا ضمن 531 مباراة. حيث فاز في موسمين بالكأس وفي موسمين بالدوري.
خاض فابيو كانافارو مسيرته مع نادي نابولي في موسم 1992–93 واستمر معه طيلة ثلاثة مواسم، مشاركًا في 58 مباراة سجل خلالها هدفًا واحدًا. ثم انتقل إلى نادي بارما في موسم 1995–96 ليلعب معه سبعة مواسم، حيث شارك في 212 مباراة سجل خلالها 4 أهداف. لينتقل بعدها إلى نادي إنتر ميلان في موسم 2002–03 ولمدة موسمين، مشاركًا في 50 مباراة سجل خلالها هدفين. ثم انتقل إلى نادي يوفنتوس في موسم 2004–05 في المرة الأولى ولمدة موسمين ثم في موسم 2009–10 لمدة موسم واحد، مشاركًا طوالها في 101 مباراة سجل خلالها 6 أهداف. هذا وانتقل لاحقًا إلى نادي ريال مدريد في موسم 2006–07 واستمر معه طيلة ثلاثة مواسم، مشاركًا في 94 مباراة ولم يسجل أي هدف. ثم انتقل بعدها إلى نادي شباب الأهلي في موسم 2010–11 لمدة موسم واحد، مشاركًا في 16 مباراة ولم يسجل أي هدف أيضًا.

## وصلات خارجية
- الموقع الرسمي (بالإيطالية)
- فابيو كانافارو على موقع الاتحاد الدولي (مؤرشف)  (الإنجليزية)
- فابيو كانافارو على موقع الاتحاد الأوربي (الإنجليزية)
- فابيو كانافارو على موقع قاعدة بيانات كرة القدم.إي يو (الإنجليزية)
- فابيو كانافارو على موقع ليكيب (الفرنسية)
- فابيو كانافارو على موقع ناشيونال فوتبول تيمز (الإنجليزية)
- فابيو كانافارو على موقع Soccerway.com (الإنجليزية)
- فابيو كانافارو على موقع عالم كرة القدم.نت (الإنجليزية)
- فابيو كانافارو على موقع أوليمبيديا (الإنجليزية)
- فابيو كانافارو على موقع IMDb (الإنجليزية)
- فابيو كانافارو على موقع الموسوعة البريطانية (الإنجليزية)
- فابيو كانافارو على موقع ألو سيني (الفرنسية)
- فابيو كانافارو على موقع ديسكوغز (الإنجليزية)
- فابيو كانافارو على موقع كينوبويسك (الروسية)